# Pekka Aarnio
Pekka Julius Aarnio, född 25 februari 1930 i Tammerfors, död 26 augusti 1960 i Riihimäki, var en finländsk skulptör. 
Aarnio studerade vid Konstindustriella läroverket 1951–1954 och Finlands konstakademis skola 1955–1956. Han debuterade 1955 och dog ung i en trafikolycka. Hans första separatutställning 1960 blev samtidigt hans sista. Han hörde till de unga begåvade bildhuggare som i slutet av 1950-talet förde in den finländska skulpturen på modernare spår. Den figurativa bronsskulpturen Cyklisten från 1957 betraktas som konstnärens självporträtt. I Ateneums samlingar finns verket Fröet i ebenholts från 1960, som visar att han övergått till ett abstrakt om Constantin Brâncușis skulpturer påminnande förtätat uttryck. 